# Алексієвське сільське поселення (Совєтський район)
Алексі́євське сільське поселення (рос. Алексеевское сельское поселение) — муніципальне утворення у складі Совєтського району Марій Ел, Росія. Адміністративний центр — селище Алексієвський.

## Населення
Населення — 1781 особа (2019, 1916 у 2010, 1954 у 2002).

## Склад
До складу поселення входять такі населені пункти:
| Населений пункт         | Населення, осіб (2002) | Населення, осіб (2010) |
| ----------------------- | ---------------------- | ---------------------- |
| Абаснурський, присілок  | 52                     | 42                     |
| Алексієвка, присілок    | 13                     | 4                      |
| Алексієвський, селище   | 1627                   | 1644                   |
| Вознесенськ, присілок   | 23                     | 22                     |
| Івановка, присілок      | 11                     | 17                     |
| Ільїнський, починок     | 12                     | 10                     |
| Ісаєвка, присілок       | 4                      | 7                      |
| Казанське, присілок     | 35                     | 35                     |
| Красна Поляна, присілок | 2                      | 1                      |
| Мананмучаш, присілок    | 94                     | 66                     |
| Новоселово, присілок    | 14                     | 11                     |
| Новотроїцьке, присілок  | 14                     | 2                      |
| Оршанка, присілок       | 0                      | 1                      |
| Петропавловка, присілок | 29                     | 34                     |
| Тойбеково, присілок     | 24                     | 20                     |
| Удільне, присілок       | 0                      | 0                      |